# I-29
El I-29 (イ-29?) fue un submarino portaaviones del Tipo B1 de la Armada Imperial Japonesa que sirvió en la Segunda Guerra Mundial, realizando dos misiones secretas de transporte entre Japón y Alemania.

## Descripción
El I-29, de 2600 t, tenía la capacidad de sumergirse hasta 100 m, desplazándose entonces a una velocidad máxima de 8 nudos. Su autonomía emergido era de 14.000 millas náuticas, desarrollando una velocidad máxima en superficie de 23,5 nudos. Trasportaba un hidroavión biplaza de reconocimiento Yokosuka E14Y conocido por los Aliados como Glen, almacenado en un hangar al frente de la torre de la vela.

## Historial

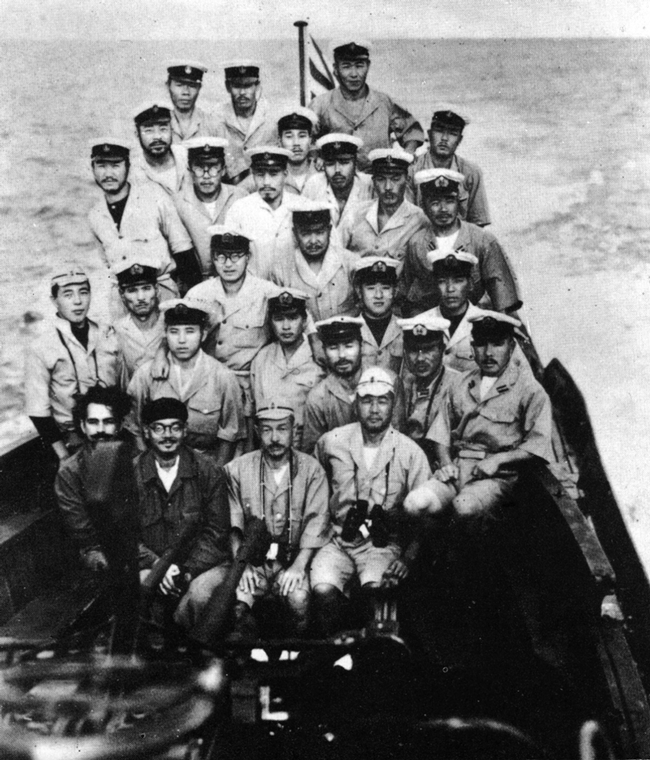
Tripulantes del submarino I-29.

En la Segunda Guerra Mundial  el I-29 realizó dos misiones de transporte, intercambiando con Alemania tecnología y otros productos, así como científicos y algunos pasajeros, destacando Subhas Chandra Bose, cofundador del Ejército Nacional Indio y Jefe de Estado del Gobierno Provisional de la India Libre.
El 23 de noviembre de 1942 torpedeó y hundió el buque de carga SS Tilawa.
El I-29 resultó hundido regresando de su segunda misión de transporte. Tras desembarcar en Singapur los pasajeros y documentación, fue torpedeado por el submarino estadounidense USS Sawfish (SS-276) en el estrecho de Luzón cuando se dirigía a Japón con su carga, hundiéndose en la posición (20°10′N 121°55′E / 20.167, 121.917).